# Дуглас Кельнер
Дуглас Кельнер (англ. Douglas Kellner) (нар. 1943) — американський філософ і професор Каліфорнійського університету в Лос-Анджелесі. Він був редактором повного видання творів Герберта Маркузе з 1998 року і відтак згадується як представник «третього покоління» Франкфуртської школи.
Кельнер отримав ступінь бакалавра в коледжі Доан у 1965 році і ступінь доктора філософії в Колумбійському університеті в 1973 році. До цього він здійснив кілька навчальних поїздок до Європи, у тому числі з 1969 до 1971 року стажувався в Тюбінгенському університеті. Після закінчення докторської дисертації він був асистентом професора з 1973 до 1997 року, потім доцентом і, нарешті, з 1985 року, постійним професором Техаського університету в Остіні. З 1997 року він є професором філософії освіти в Каліфорнійському університеті в Лос-Анджелесі. Він є членом правління Міжнародного товариства Герберта Маркузе.

## Вибрані публікації
- Herbert Marcuse and the crisis of Marxism. University of California Press, Berkeley 1984, ISBN 0520051769.
- Ernesto "Che" Guevara. Chelsea House Publishers, New York 1989, ISBN 1555468357.
- Grand theft 2000. Media spectacle and a stolen election. Rowman & Littlefield, Lanham 2000, ISBN 0742521028.
- From 9/11 to terror war. The dangers of the Bush legacy. Rowman & Littlefield, Lanham 2003, ISBN 0742526372.
- Guys and guns amok. Domestic terrorism and school shootings from the Oklahoma City bombing to the Virginia Tech massacre. Paradigm Publishers, Boulder (Colorado) 2008, ISBN 9781594514920.

## В Україні
Окремі статті публікувались у Журналі «Ї»

## Вебпосилання
- Дуглас Кельнер в Каліфорнійському університеті в Лос-Анджелесі [Архівовано 17 березня 2019 у Wayback Machine.]